# Charles Joughin
Charles Joughin, né le 3 août 1878 et mort le 9 décembre 1956, est un cuisinier britannique qui exerça cette fonction à bord de plusieurs navires civils et militaires. Boulanger à bord du Titanic lors de son naufrage le 15 avril 1912, il est célèbre pour avoir survécu au désastre grâce à l'alcool qu'il avait ingurgité. Au cours de sa carrière, Joughin survit également au naufrage de l’Oregon dans le port de Boston.
Son histoire originale apparaît dans plusieurs films sur le paquebot, notamment dans le film Atlantique, latitude 41° de 1958.

## Biographie

### Jeunesse et début de carrière
Charles Joughin est né le 3 août 1878 à Liverpool. Il travaille un temps dans un restaurant, puis s'engage dans la marine. Après avoir servi la White Star Line comme chef boulanger pendant quinze ans, notamment à bord de l’Olympic, il s'engage début avril 1912 à bord du Titanic. Son salaire est alors de 12 £ par mois.

### Le naufrage duTitanic

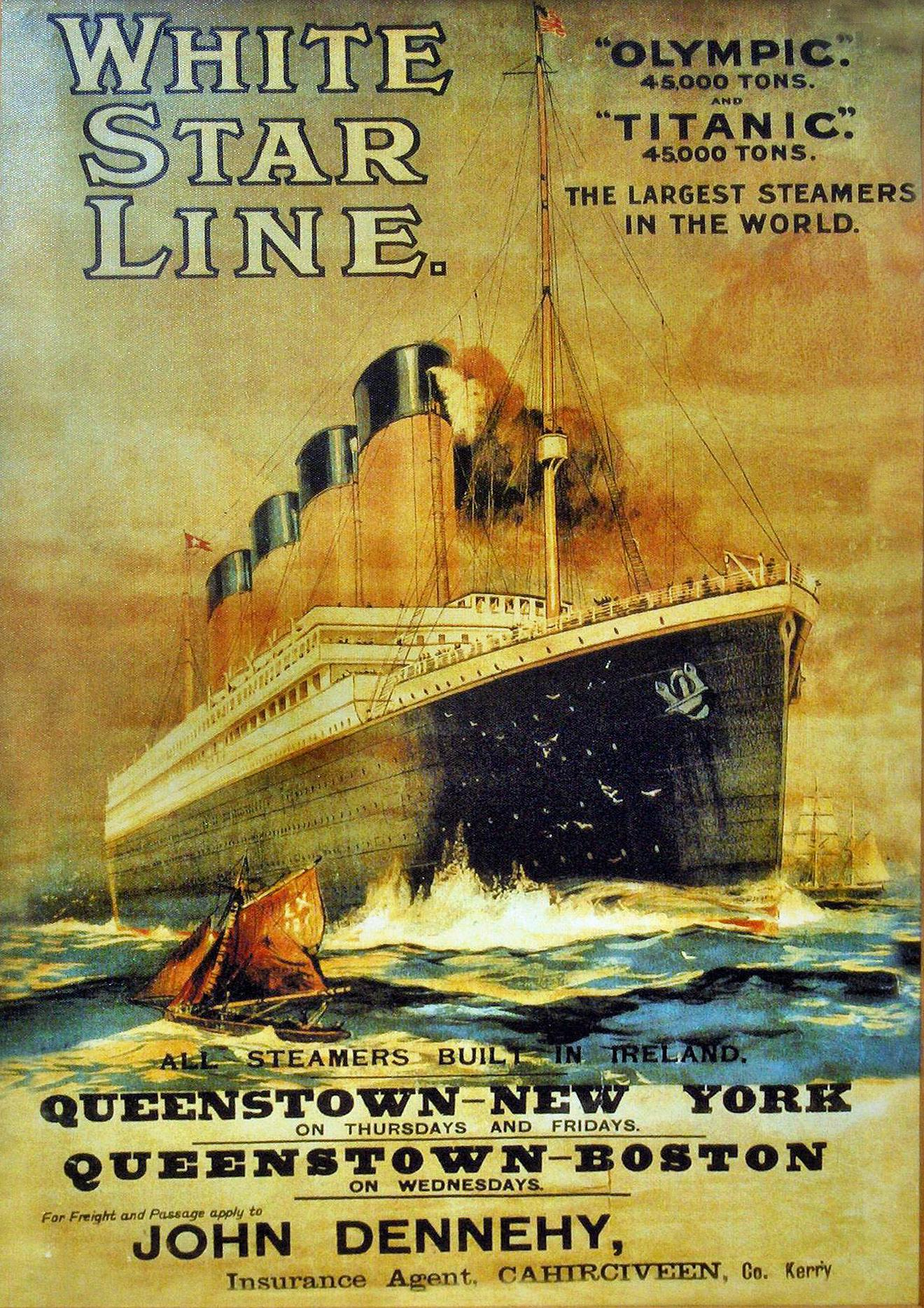
Joughin s'est engagé sur le Titanic en avril 1912.

Le 14 avril 1912, à 23 h 40, Charles Joughin est réveillé par la collision du Titanic avec un iceberg. Vers 0 h 15, apprenant la nouvelle, il réunit ses assistants pour leur faire monter des sacs pleins de miches de pain à destination des canots en train d'être préparés. Poussé à embarquer sur le canot no 10, il refuse, considérant que ce ne serait pas un bon exemple, et descend dans sa cabine où il boit du whisky. De retour sur le pont, il aide des femmes à embarquer avant de rentrer une dernière fois dans son logement. Le sol de celui-ci commençant à être inondé, il se décide à remonter sur le pont, où il se met à jeter un grand nombre de chaises longues et de fauteuils en rotin par les fenêtres, espérant qu'ils serviront de refuge aux naufragés.

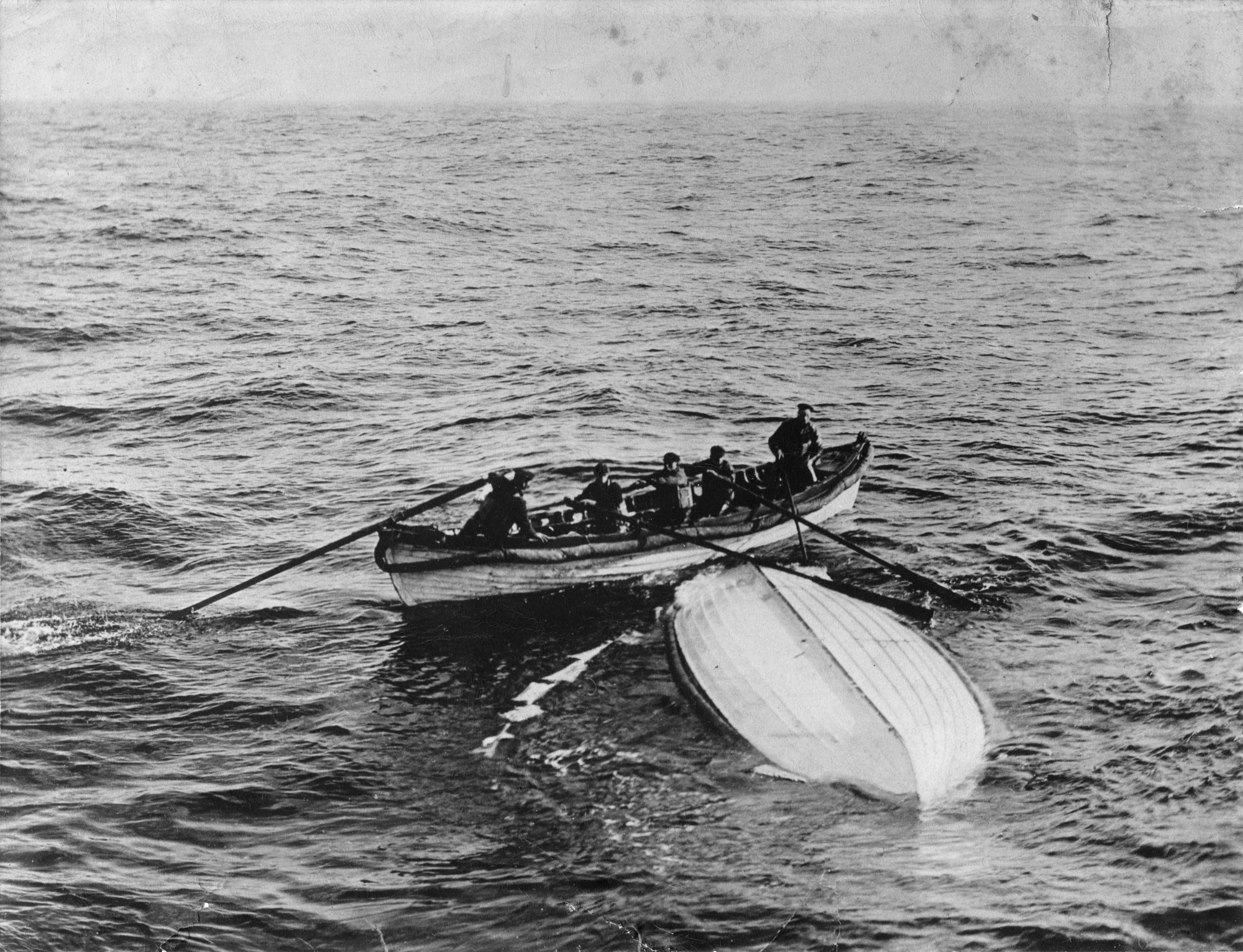
Joughin a fait partie des rescapés réfugiés sur le canot B, retourné. Il est ici récupéré par les marins du Mackay-Bennett.

Dans les dernières minutes du naufrage, Joughin monte sur le pont de poupe, avant d'entrer en douceur dans l'eau : selon lui, sa tête n'a même pas été mouillée. Il passe par la suite un certain temps dans l'eau glacée, s'accrochant finalement au canot pliable B qui flotte retourné avec une trentaine de passagers. Tout d'abord rejeté par les passagers craignant qu'il ne fasse chavirer le canot, Joughin embarque finalement lorsque son collègue J. Maynard le reconnaît. Lui-même déclare par la suite avoir passé la plus grande partie de la nuit en partie immergé. Lorsque le canot no 12 vient au secours de l'embarcation en détresse, Joughin plonge dans l'eau gelée pour le rejoindre, invitant Maynard à le suivre. Lorsqu'il est récupéré par le Carpathia, Joughin a les pieds si gelés qu'il doit grimper à l'échelle sur les genoux. En effet, l'eau était à −2 °C. Cependant, il survit à la catastrophe sans aucune séquelle.

### Fin de vie
Après le naufrage, son beau-frère passe un avis de recherche pour savoir s'il a survécu. Par la suite, Joughin continue durant de nombreuses années à naviguer sur divers navires américains et anglais. Il sert notamment sur l’Oregon, qui sombre dans le port de Boston. Son épouse meurt en 1943 et lui-même décède le 9 décembre 1956 à Paterson dans le New Jersey, laissant derrière lui une fille et une belle-fille.

## Au cinéma
L'histoire de Charles Joughin est apparue à plusieurs reprises dans les films mettant en scène le naufrage du Titanic. Dans Atlantique, latitude 41°, le boulanger est interprété par George Rose. On le voit à plusieurs reprises boire dans sa cabine et jeter des chaises par-dessus bord. Après le naufrage, une scène se déroulant à bord du canot B montre des passagers demandant l'autorisation de le hisser à bord au deuxième officier Charles Lightoller.
Dans Titanic de James Cameron, Joughin, interprété par Liam Tuohy (en) est montré accroché à la poupe du paquebot lors du naufrage, une bouteille à la main, aidant au passage certains passagers. Une scène coupée le montre également en train de jeter des chaises longues par-dessus bord, et une autre sur le canot pliable.

## Jeux vidéo
Joughin est le nom de la capitale de la planète humaine Benning dans Mass Effect 3.